# Południowe Taurydy
Południowe Taurydy (002 STA) – rój meteorów aktywny od 10 września do 20 listopada z maksimum występującym w okolicach 10 października.
Jego typowa aktywność nie przekracza 5-10 zjawisk na godzinę. Radiant roju, ze względu na położenie bliskie ekliptyki, jest rozmyty i ma rozmiar 20 na 10 stopni. Na początku okresu aktywności znajduje się on w konstelacji Ryb, następnie w Wielorybie, a dopiero potem w Byku. Za ciało macierzyste Taurydów uważa się kometę 2P/Encke, choć nie jest wykluczone, że i kometa i związane z nią roje meteorów oraz grupa planetoid poruszająca się po podobnej orbicie są efektem rozpadu większego obiektu, do którego doszło kilkadziesiąt tysięcy lat temu.
Na początku lat 90. XX wieku zauważono, że są lata, podczas których Taurydy popisują się aktywnością wyższą niż zwykle, a ich maksima są wtedy bogate w jasne zjawiska. Wyższe i bogate w bolidy maksima mają być związane ze spotkaniem Ziemi z materiałem kosmicznym utrzymywanym w rezonansie 7:2 z Jowiszem. Przewidywana przez model wysoka aktywność Taurydów w 2005 i 2015 roku została potwierdzona poprzez obserwacje wykonane przez Polską Sieć Bolidową.
Południowe Taurydy wchodzą w skład grupy rojów określanej mianem Kompleksu Taurydów.